# Jugozapadni tunguski jezici
Jugozapadni tunguski jezici jedna od dviju glavnih grana južnotunguskih jezika koji se govore ili su se govrili na području Kine. Za razliku od njih jugoistočni tunuski jezici govore se na području Ruske federacije. 
Podskupina obuhaća (3) tunguska jezika, to su: džurdžijanski ili džurdžijski (džurčen) [juc] †, mandžurski ili man [mnc], gotovo izumro, 60 govornika (1999 A. Zhao) od 10,682,262 Mandžuraca (2000 popis); i xibe ili sibe 30,000 (2000 J. An) od 188.824 etničkih (2000 popis).

## Vanjske poveznice
- Ethnologue (14th)
- Ethnologue (15th)